# Under the Surface
Under the Surface är den norska sångerksan/låtskrivaren Marit Larsens debutalbum. Det släpptes den 6 mars 2006. Alla låtar utom tre var skrivna helt på egen hand av Marit. Albumet sålde guld på 3 veckor. Skivan låg som bäst 3:a på den norska albumlistan.

## Låtlista
1. "In Came the Light" (Marit Larsen) 1:12
2. "Under the Surface" (Marit Larsen) 4:14
3. "Don't Save Me" (Marit Larsen, Peter Zizzo) 3:48
4. "Only a Fool" (Marit Larsen) 4:06
5. "Solid Ground" (Marit Larsen) 3:26
6. "This Time Tomorrow" (Marit Larsen) 3:20
7. "Recent Illusion" (Marit Larsen) 2:05
8. "The Sinking Game" (Marit Larsen, Kåre Vestrheim) 3:52
9. "To an End" feat. Thom Hell (Marit Larsen, Egil Clausen) 3:44
10. "Come Closer" (Marit Larsen) 4:08
11. "Poison Passion" (Marit Larsen) 3:00

## Listor
| Position | 3 | 5 | 12 | 15 | 22 | 24 | 24 | 19 | 21 | 28 | 28 | – | – | 11 | 17 | 33 | 29 | 11 | 16 |